# Grande Tête de By
De Grande Tête de By is een berg in de Alpen van 3506 meter hoog.
De berg ligt op de grens van Italië en Zwitserland. Vanaf de berg is er prachtig uitzicht: Grand Combin, Tête Blanche de By, Glacier de By, Glacier de Mont Durand, Gran Paradiso, Mont Blanc, Monte Rosa en de Matterhorn. De berg is het makkelijkst te beklimmen vanaf Rifugio Amianthe, via Col d'Amianthe en Glacier de Mont Durand, ook al blijft dat moeilijk.
Ten zuidoosten van de Grande Tête de By ligt een kleine hoogvlakte, de Conca di By, met het gehucht By en het Lago di By, een klein stuwmeer.